# Nederlandse Zionistenbond

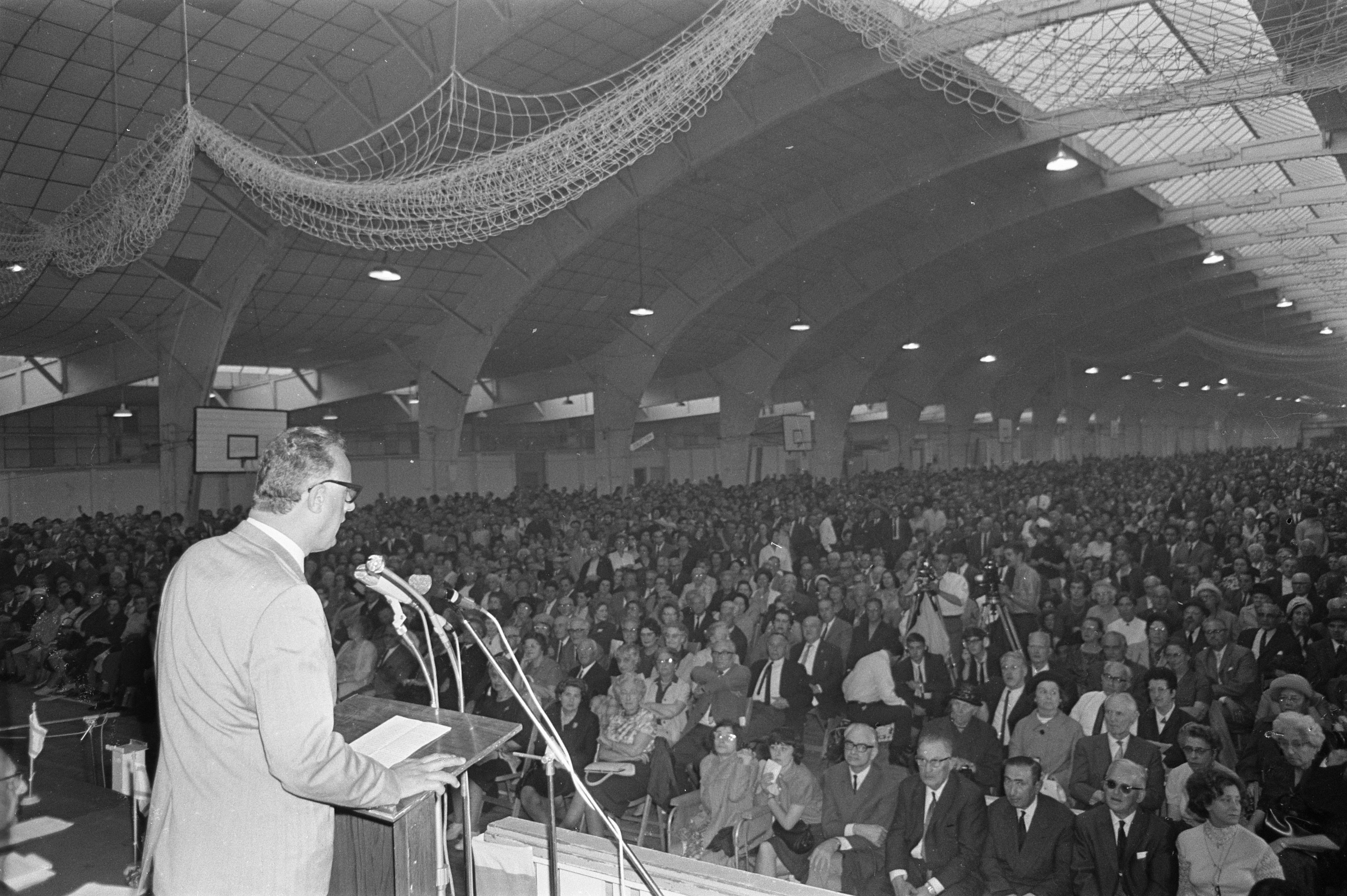
Voorzitter Jozef Salomon (Jo) van der Hal van de NZB spreekt op een bijeenkomst tot steun van Israël (RAI A'dam, 29 mei 1967)

De Nederlandse Zionistenbond (NZB) werd in 1899 opgericht. Andere landelijke zionistenbonden ontstonden ook in die periode, op instigatie van de Zionistische Wereldorganisatie (WZO). Deze organisatie werd in augustus 1897 tijdens het eerste Zionistische Congres in Basel  opgericht. De eerste voorzitter van de Nederlandse Zionistenbond was Jacobus Kann.

## Geschiedenis
De Nederlandse Zionistenbond had diverse lokale afdelingen. Hoofddoel was fondsenwerving om daarmee joden in staat te stellen naar Palestina te emigreren. In dat kader werden ook agrarische opleidingen bekostigd, om daarmee de emigranten direct de mogelijkheid te geven een eigen landbouwbedrijf te stichten. Vanuit de Nederlandse Zionistenbond werd in 1902 het Joods Nationaal Fonds opgericht, dat nog steeds bestaat. Het Fonds kocht ook land aan.
Enkele voorzitters van de NZB waren Jaap van Amerongen, Fritz Bernstein, Abel Herzberg, Marinus Kan en Tinus Tels. David Cohen was actief lid en tussen 1905 en 1909 redacteur van het  huisorgaan De Joodsche Wachter. De Nederlandse Zionistenbond was actief op het gebied van publicaties. In de loop der tijd zijn er zeker vijftig boeken en brochures door de bond uitgegeven, zoals bijv. De weg van den Jood van Abel J. Herzberg. Tot de Tweede Wereldoorlog is het ledental nooit boven de 4.000 gekomen.
In 1992 ging de Nederlandse Zionistenbond op in de Federatie Nederlandse Zionisten.

## Publicaties (selectie)
- S. Franzie Berenstein: Zionistische politiek. Propagandacommissie van de Nederlandsche Zionistenbond. Amsterdam, 5666 = 1906.
- Elias Auerbach: Palestina als joodsch land. Amsterdam, 1912.
- Een weg en een doel. Amsterdam, 1937.
- I.S. de Vries: Israel's positie in de wereld. Een woord tot de Nederlandse joden. Amsterdam, 1956.